# Crinia fimbriata
Espèce
Crinia fimbriata est une espèce d'amphibiens de la famille des Myobatrachidae.

## Répartition
Cette espèce est endémique de la région de Kimberley dans le nord de l'Australie-Occidentale.

## Description
Crinia fimbriata mesure environ 17-18 mm.

## Étymologie
Son nom d'espèce, du latin frimbria, « frangé », lui a été donné en référence aux franges que présentent les mâles adultes.

## Publication originale
- Doughty, Anstis & Price, 2009 : A new species of Crinia (Anura: Myobatrachidae) from the high rainfall zone of the northwest Kimberley, Western Australia. Records of the Western Australian Museum, vol. 25, p. 127-144 (texte intégral).